# Варварское (Кстовский район)
Варва́рское — село в Кстовском районе Нижегородской области. Входит в состав Запрудновского сельсовета.

## География
Расположено в 6,5 км по прямой к юго-востоку от села Запрудное, в 5 км от федеральной трассы М7 (Москва — Нижний Новгород — Казань — Уфа). Высота центра села над уровнем моря 125 м.
Расстояние по автодороге до районного центра Кстово — 29 км, до центра муниципального образования села Запрудное — 9 км. Ближайшие населённые пункты — Завражная Слобода, Семенищи, Горяньково, Долгая Поляна.

## История
Основано селение во второй половине XVI столетия и связывают его образование с временем похода Ивана Грозного на Казань в 1552 году: после похода он наделял землями на Волге своих воинов, наиболее отличившихся в битвах.
В 1753 году на средства прихожан в селе был построен холодный деревянный Троицкий храм с шатровой высотной колокольней. В храме было два престола: главный холодный в честь Святой Живоначальной Троицы и тёплый придел в трапезной части в честь преподобного Сергия Радонежского. Священником был иерей А. С. Аргентов (35 лет, в приходе с 1899 года), псаломщиком — И. А. Прозоровский (27 лет, в приходе с 1901 года). Церковный староста Я. С. Игоронов, служил в приходе с 1893 года.
В 1764 году была возведена деревянная церковь в честь Никона Радонежского, на которой висело 5 колоколов. В конце XIX века Никоновская церковь в силу её ветхости была разобрана. В 1899 году на средства «церковно-приходского попечительства и доброхотных жертвователей» взамен был построен новый небольшой деревянный храм. В 1905 году было принято решение построить новый кирпичный храм взамен обветшавшей Троицкой церкви. В 1909 году возведение храма было завершено. По архитектурным формам это был односветный четверик, завершавшийся декоративной главкой, с пятигранным алтарём.
В 1930-х годах храмы в Варварском закрыли. Деревянная церковь была разрушена, а в каменной долгие годы располагался колхозный склад. С 1960-х годов здание пустовало. Восстановление церкви началось весной 2014 года.

## Население
По данным переписи 2002 года, в селе проживало 163 человека (79 мужчин и 84 женщины). По данным переписи 2010 года, в селе проживало 134 человека (61 мужчина  и 73 женщины).
| 2002 | 2010 |
| ---- | ---- |
| 163  | ↘134 |

## Известные люди
Суныгин Николай Александрович — механик-водитель, участник Великой Отечественной войны. Полный кавалер ордена Славы.

## Улицы
- Центральная